# Bzip2
bzip2 — бесплатная свободная утилита командной строки с открытым исходным кодом для сжатия данных, реализация алгоритма Барроуза — Уилера.
Разработана и впервые опубликована Джулианом Сюардом (англ. Julian Seward) в июле 1996 года (версия 0.15). Стабильность и популярность компрессора росли в течение нескольких лет, и версия 1.0 была опубликована в конце 2000 года.

## Эффективность
В соответствии с традициями UNIX, bzip2 единовременно может выполнять только одну операцию: либо сжатие, либо распаковку и только для одного файла. При сжатии bzip2 добавляет к имени файла расширение «.bz2». Для упаковки нескольких файлов их сперва архивируют в один файл утилитой tar, а затем сжимают при помощи bzip2. Такие архивы обычно имеют расширение «.tar.bz2».
bzip2 сжимает большинство файлов эффективнее, но медленнее, чем более традиционные утилиты gzip или zip. В этом отношении он похож на другие современные алгоритмы сжатия.
bzip2 выполняет сжатие данных с существенной нагрузкой на CPU (что обусловлено его математическим аппаратом). bzip2 применяют, если нет ограничений на время сжатия и на нагрузку на CPU, например, для разовой упаковки большого объёма данных.
В некоторых случаях bzip2 уступает по эффективности сжатия архиваторам 7-Zip (метод сжатия LZMA) и rar. Согласно данным автора программы от 2005 года, метод сжатия bzip2 уступает по эффективности сжатия на 10‑15 % наилучшим методам, известным на тот момент (PPM), но при этом в 2 раза быстрее при сжатии и в 6 раз быстрее при распаковке.

## Описание алгоритма
Метод сжатия bzip2 работает следующим образом:
- несжатые данные делятся на блоки фиксированного размера;
- выполняется преобразование Барроуза — Уилера для превращения последовательностей многократно чередующихся символов в строки одинаковых символов;
- применяет преобразование MTF;
- используется кодирование Хаффмана.

Приблизительный размер блока можно выбрать при помощи аргументов командной строки («-1» для 100 килобайт, «-2» для 200 КБ, …, «-9» для 900 КБ). Каждый блок сжимается независимо, сжатые блоки записываются последовательно друг за другом, в начале каждого используется 48-битная последовательность — магическое число 0x314159265359 (в кодировке ASCII при выравнивании на границу байта отображается как «1AY&SY»), то есть запись первых десятичных цифр числа π в формате BCD. Конец файла помечается 48-битной константой 0x177245385090, представляющей собой корень из числа Пи. В начале файлов формата bzip2 используется следующий заголовок: двухбайтовая сигнатура «BZ», затем указание на метод энтропийного сжатия — «h» (Хаффман) и размер блока (десятичное число от 0 до 9).
За счет использования независимого сжатия отдельных блоков возможны реализации формата с параллельным сжатием или распаковкой (для распаковки может потребоваться индекс смещений для каждого блока).

## Использование
Примеры использования bzip2.
```
# Команда для сжатия файла «file»

bzip2
 
file

# или

bzip2
 
-z
 
file

# или

bzip2
 
--compress
 
file

# Команда для распаковки файла «file.bz2»

bzip2
 
-d
 
file.bz2

# или

bzip2
 
--decompress
 
file.bz2

# или

bunzip2
 
file.bz2

# bunzip2 - копия bzip2 или ссылка на bzip2

```

Аргументы командной строки bzip2 в основном такие же, как и у утилиты gzip.
```
# Команда для распаковки архива tar, сжатого bzip2

bzip2
 
-cd
 
file.tar.bz2
 
|
 
tar
 
-xvf
 
-

# или

bzip2
 
--stdout
 
--decompress
 
file.tar.bz2
 
\

|
 
tar
 
--extract
 
--verbose
 
--file
 
-

# Команда для создания архива tar, сжатого bzip2

tar
 
-cvf
 
-
 
files
 
|
 
bzip2
 
-9
 
>
 
file.tar.bz2

# или

tar
 
--create
 
--verbose
 
--file
 
-
 
files
 
\

|
 
bzip2
 
-9
 
>
 
file.tar.bz2

```

Версия GNU tar поддерживает флаг «-j» («--bzip2»), который позволяет создавать и распаковывать файлы «tar.bz2» без использования перенаправлений ввода-вывода (англ. pipeline). Пример:
```
# Упаковка данных в архив tar и сжатие bzip2 при помощи GNU tar

tar
 
-cvjf
 
file.tar.bz2
 
list_of_files

# или

tar
 
--create
 
--verbose
 
--bzip2
 
--file
 
file.tar.bz2
 
list_of_files

# Распаковка архива tar, сжатого bzip2 при помощи GNU tar

tar
 
-xvjf
 
file.tar.bz2

# или

tar
 
--extract
 
--verbose
 
--bzip2
 
--file
 
file.tar.bz2

```

Современные версии GNU tar могут автоматически определить метод сжатия данных, и поэтому флаг «-j» («--bzip2») можно не использовать. Пример:
```
tar
 
-xvf
 
file.tar.bz2

# или

tar
 
--extract
 
--verbose
 
--file
 
file.tar.bz2

```

Кроме того, существует набор утилит для выполнения поиска, вывода, восстановления и сравнения данных в формате bzip2:
- bzcat — распаковка данных и вывод на терминал;
- bzmore, bzless — распаковка данных и постраничный вывод на терминал;
- bzcmp — распаковка двух файлов, сравнение содержимого и сообщение результата: «равно» или «не равно»;
- bzdiff — распаковка двух файлов, сравнение содержимого и вывод различий;
- bzgrep, bzegrep, bzfgrep — распаковка данных и поиск в распакованном;
- bzip2recover — распаковка любых блоков, которые только можно распаковать.

## Формат файла
Архив «.bz2» содержит поток (англ. stream) сжатых данных. Слово «поток» употребляется, так как данные нельзя разделить логически и блоки данных сжимаются независимо друг от друга. Сжатые данные состоят из следующих полей:
- заголовок размером 4 байта;
- ноль или более блоков сжатых данных различного размера;
- маркер, обозначающий конец сжатых данных и контрольная сумма (CRC) размером 32 бита, вычисленная для всего потока;
- несколько неиспользуемых бит для дополнения размера потока до целого количества байт.

| Название поля         | Размер поля в битах | Описание |
| --------------------- | ------------------- | --- |
| .magic                | 16                  | BZ — константа, сигнатура, магическое число.                                                                                              |
| .version              | 8                   | Байт, кодирующий номер версии. 0Версия 1 (bzip1). Устарел, не используется. hВерсия 2 (bzip2). «h» от англ. Huffman coding.               |
| .hundred_k_blocksize  | 8                   | Размер блока несжатых данных в сотнях килобайт. 1Одна сотня КБ (100 КБ). 2Две сотни КБ (200 КБ). …И так далее 9Девять сотен КБ (900 КБ).  |
| .compressed_magic     | 48                  | 0x314159265359 — константа, число π, записанное в двоично-десятичном коде (BCD).                                                          |
| .crc                  | 32                  | Контрольная сумма, рассчитанная для текущего блока.                                                                                       |
| .randomised           | 1                   | 0нормальная 1с добавленной случайностью (устарело)                                                                                        |
| .origPtr              | 24                  | начальный указатель в массив BWT после преобразования                                                                                     |
| .huffman_used_map     | 16                  | битовая маска диапазонов в 16 байт, «имеется»/«отсутствует»                                                                               |
| .huffman_used_bitmaps | 0..256              | битовая маска используемых символов, «имеется»/«отсутствует» (кратно 16)                                                                  |
| .huffman_groups       | 3                   | Число от 2 до 6, количество используемых таблиц Хаффмана.                                                                                 |
| .selectors_used       | 15                  | Число, показывающее сколько раз выполнялась смена таблицы Хаффмана (каждые 50 байт).                                                      |
| *.selector_list       | 1..6                | битовые последовательности, дополненные нулевыми битами (0..62) для таблиц Хаффмана после MTF (*selectors_used)                           |
| .start_huffman_length | 5                   | 0..20 начальные битовые длины для дельт Хаффмана                                                                                          |
| *.delta_bit_length    | 1..40               | 0следующий символ 1изменить длину { 1=> уменьшить длину на 1; 0=> увеличить длину на 1} (*(symbols+2)*groups)                             |
| .contents             | 2..∞                | Поток данных, закодированный таблицами Хаффмана. Продолжается до конца блока. Максимальная длина равна 7 372 800 бит.                     |
| .eos_magic            | 48                  | 0x177245385090 — константа, квадратный корень из числа π (sqrt(pi)) в двоично-десятичном коде (BCD).                                      |
| .crc                  | 32                  | Контрольная сумма, рассчитанная для всего потока.                                                                                         |
| .padding              | 0..7                | Неиспользуемые биты (от 0 до 7). Назначение: увеличение размера архива до размера, кратного одному байту (8 битам) (выравнивание данных). |

Максимальный размер несжатого блока для классического формата равен 900 килобайтам. Если блок состоит из одного повторяющегося символа, после кодирования RLE блок займёт около 46 мегабайт (45 899 236 байт), а после выполнения всех операций размер файла .bz2 составит 46 байт. Если повторяющийся символ будет иметь код 251, размер файла .bz2 составит 40 байт, а коэффициент сжатия будет равен 1 147 480,9:1.